# 克洛弗代爾 (明尼蘇達州)
克洛弗代爾（英語：Cloverdale）是位於美國明尼蘇達州派恩縣阿隆鎮區的一個非建制地區。

## 地理
克洛弗代爾所處的海拔為高於海平面298米（即978英呎），而該地所採用的時區為UTC-6，即北美中部時區（CST）。同時該地設有夏令時間，為UTC-6調快一小時，即UTC-5（CDT）。